# Lago Shala
El lago Shala (también escrito Shalla) es un lago alcalino ubicado en el valle del Rift de Etiopía, en el parque nacional Abijatta-Shalla.
El lago tiene 28 kilómetros de largo y 12 de ancho, con una superficie de 329 (409) kilómetros cuadrados. tiene una profundidad máxima de 266 metros y se encuentra a una altitud de 1.558 metros. Como tal, es el más profundo de los lagos del Valle del Rift de Etiopía.
Conocido por los manantiales de azufre en el lecho del lago, sus islas están habitadas por grandes pelícanos blancos, por lo que una es conocida como Isla Pelícano.
Está rodeado de aguas termales llenas de agua hirviendo, y la tierra que rodea el lago está llena de grietas debido a la erosión y los terremotos. Debido al aumento de vapor de agua hirviendo en las aguas, la atmósfera alrededor del lago está relativamente llena de niebla. En el extremo sur del lago, hay varias especies de flamencos y aves que frecuentan el lago.
El lago podría verse amenazado por el bombeo excesivo e incontrolado de agua.